# Ovide Decroly
Pour les articles homonymes, voir Decroly.
Ovide Jean Decroly dit Ovide Decroly est un pédagogue, médecin, et psychologue belge, né à Renaix en 1871 et mort à Uccle en 1932. Il lutta pour une réforme profonde de l'enseignement basée sur la « méthode globale » d'apprentissage dont la lecture et l'écriture sont comprises dans l'ensemble des activités pédagogiques et non des disciplines à part. Il participa par ses travaux au mouvement de l'éducation nouvelle et adhéra à la Ligue internationale pour l'éducation nouvelle.

## Biographie

### Famille et études
Le père d'Ovide Jean Decroly, nommé Jean-Baptiste Etienne Decroly, fabricant de tissus, était né à Valenciennes en 1834 où ses parents s'étaient établis. Ceux-ci, Louis Decroly, journalier, né à Antoing en 1796, et Marie Thérèse Renversez, marchande, née à Quevaucamps en 1797, ont leurs origines familiales dans des petits villages du Hainaut occidental, tels Quevaucamps, Antoing, Silly, ou encore Herchies où le premier ancêtre du nom, Philippe Jean Decroly, s'est marié en 1724. La mère d'Ovide Jean Decroly, nommée Justine Soret, était née en 1841 à Renaix, importante ville textile. Elle y épousa en 1870 Jean-Baptiste Decroly. Elle était d'une famille renaisienne, mais beaucoup de ses ascendants étaient néanmoins originaires du Hainaut occidental. De ce mariage naquit à Renaix le 23 juillet 1871 Ovide Decroly.
Il a fait des études de médecine à Gand où il est proclamé médecin en 1896, Il choisit comme spécialité l'anatomopathologie qui lui permettra de découvrir la médecine mentale. Il complète sa formation à Berlin et à Paris (hôpital de la Salpêtrière et Sainte-Anne) et se spécialise en neuropsychiatrie.
En 1898, il est engagé à la Polyclinique des Éperonniers, au centre de Bruxelles, en plein quartier populaire. Il y est responsable d'une consultation pour enfants troublés de la parole et prend conscience du délaissement de ces enfants qu'aucune institution ne peut accueillir.
En 1901, la Société de pédiatrie propose à Decroly de devenir médecin-chef d'une clinique-laboratoire pour enfants anormaux (Decroly dit "irréguliers" car il se refuse à parler d'anormaux ou de handicapés). Il accepte à condition que cette clinique s'ouvre dans sa propre maison car il veut pouvoir observer les enfants dans leur vie quotidienne. C'est ainsi que fut fondé l'"Institut d'enseignement spécial pour enfants des deux sexes". Les enfants y vivent librement, sont éduqués avec les trois enfants de Decroly. "Présent chaque jour, avec les enfants et effectuant des bilans chaque soir avec ses collaborateurs, il élabore, enrichit ses réflexions et les principes de sa pédagogie. Parallèlement il multiplie les fonctions liées à l'enfance irrégulière".
À partir de ce moment-là, la majeure partie du travail de Decroly porte sur des questions de pédagogie, soutenues par une approche scientifique de la psychologie de l'enfant.
Puis, à partir de 1907, avec la création de l'École Decroly, il élargit son action vers les enfants dits "normaux".
En 1972 est inauguré l'Institut Médico-Psycho-Pédagogique P.S.-Decroly. Le nouvel institut est construit à côté de ses deux maisons personnelles.

### Vie privée
Ovide Decroly épouse à Renaix le 12 février 1898 Agnès Guisset, fille de Jean-Baptiste Guisset et de Désirée Fortunée Lefebvre. Il aura trois enfants de ce mariage : 
- Jeanne Justine, née en 1902, docteur en médecine, qui épousa en 1934 René Jadot
- Claude Agnès Jean, né en 1904, qui sera professeur à l'ULB, et qui épousa en 1932 Nelly De Hagen,
- Suzanne Armande Jeanne, née en 1906, qui sera directrice de l’École Decroly[1].

Ovide Decroly fut initié franc-maçon en 1902 par la loge « Les Amis philanthropes no 2 ». Il fut également membre actif de la loge « les amis de l'Union et Progrès » du Grand Orient de Belgique et de la loge « Vérité » de la Fédération belge du Droit Humain.

### Quelques dates
- 1901 : Fondation de l' Institut d’enseignement spécial — Laboratoire psychologique, pour enfants "irréguliers" (en réalité tous les enfants non scolarisés)
- 1907 : Fondation et ouverture à Bruxelles de l'École Decroly, nommée École pour la vie, par la vie à la campagne. Decroly se polarise sur l'éducation[7].
- 1910 : Fondation de la Société pour la coéducation par Ovide Decroly, Élise Nyst et Marie Popelin dans le but de promouvoir l'enseignement mixte.
- 1921 : Présence au Congrès de Calais, fondateur de la Ligue Internationale pour l'Éducation Nouvelle
- 1923 : Président de la Société de Médecine Mentale de Belgique
- 1924 : Fondation des fermes-écoles.
- 1929 : Decroly devient président de la section nationale de la Ligue Internationale pour l'Éducation Nouvelle, créée en 1921.

Il devint aussi inspecteur au Ministère de la Justice pour les enfants délinquants.

## Pédagogie

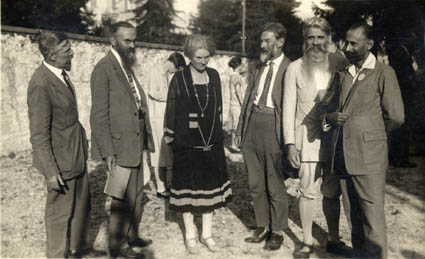
Ovide Decroly, Pierre Bovet, Beatrice Ensor, Edouard Claparède, Paul Geheeb et Adolphe Ferrière, lors d'une conférence de la Ligue internationale pour l'éducation nouvelle

Les questions concernant l'éducation se posent à lui à partir de ses travaux sur les enfants irréguliers. Il faut replacer la réflexion de Decroly dans le contexte belge du début du XXe siècle : l'obligation scolaire n'est promulguée officiellement qu'en 1914, dans un pays soumis à de grands changements sociaux (important bassin minier en Wallonie). Dès 1904, il dénonce l'inadéquation du système scolaire et esquisse une doctrine générale d'éducation,.
Le souci constant de Decroly est de faire évoluer une école réservée à une élite vers une école adaptée à tous les enfants, y compris les enfants irréguliers. Il est fortement convaincu que ses priorités de progrès social, sa démarche privilégiant la raison basée sur la science doivent s'adresser à l'ensemble des enfants. Dans cette optique, l'éducation est un moyen privilégié de faire évoluer la société dans son ensemble et, pour ce faire, il faut revoir l'ensemble de l'école. La rénovation de cette dernière reste durant toute sa vie son projet politique comme levier de changement pour le peuple mais aussi comme lieu pour préparer les enfants à s'intégrer dans la société, « à faire ses preuves, montrer qu’on sait mettre la main à la pâte, être prêt à s’adapter aux situations qui se présentent, avoir de l’initiative, de la décision, de la persévérance ». 
Les bases scientifiques et intellectuelles de la démarche pédagogique de Decroly font que la théorie et la pratique se mêlent intimement : la théorie n'a de sens que si la pratique la confirme. Les thèmes notables qu'il puise de son expérience sont :
- L'expérimentation et, plus généralement la démarche scientifique, s'inscrivent dans la lignée de sa propre formation de médecin. Il privilégie une approche biologique : «  Si nous n’avons pas adopté une base purement sociale, c’est que l’enfant doit être pris tel qu’il est, puis préparé comme on peut pour la vie. Nous adoptons une base biologique, ou plutôt biopsychique, c’est-à-dire biologique, associé à ce quelque chose de particulier à l’espèce humaine que nous appelons le psychisme »[11] Dans le contexte belge, fortement dominé par l'enseignement catholique, la science est l'alternative, fortement affirmée (en particulier dans la ligne de l'évolutionnisme darwinien), pour s'opposer aux dogmes et, plus largement aux certitudes de l'époque, Dans cette ligne, il mettra en pratique une série de tests pour les enfants : ceux de Binet-Simon mais aussi de nouveaux tests qu'il élaborera au fil du temps. Il tente ainsi de développer une pédagogie scientifique[12] qui permettra un diagnostic et un suivi individuel des enfants, pratiqués dès 1908.
- L'importance du milieu (en particulier le milieu naturel) est essentielle dans l'évolution de l'enfant. Decroly défend donc le principe qu'il faut, non seulement prendre en compte le développement de l'enfant (dans la démarche scientifique décrite ci-dessus) mais aussi considérer les facteurs externes du milieu (social et naturel) en les intégrant complètement dans l'éducation et la scolarité. L'école doit donc proposer à l'enfant des activités qui le mettent en interaction avec son milieu pour qu'il puisse ainsi se développer comme individu et comme être social. L'école n'est pas prioritairement le lieu où on transmet des savoirs aux élèves pour les études à venir mais aussi le moment où l'enfant développe sa personnalité et s'adapte à la société, dans un esprit de libre examen. Le milieu naturel et la santé physique conditionnent l'évolution intellectuelle : " il n'est pas possible d'imaginer un être vivant dont l'être biologique n'influe point sur l'être mental ".
- Cette prise en compte simultanée de l'enfant et du milieu dans lequel il vit, implique donc une observation constante qu'il faut comprendre à deux niveaux: l'enseignant observe l'enfant pour l'aider à évoluer au mieux, l'école propose à l'enfant des occasions d'observer le monde qui l'environne afin de construire des connaissances et de développer des compétences en lien avec le monde. En 1908, il écrit dans la revue L'École nationale, un article qui fustige les programmes en vigueur et propose Le Programme d'une école dans la vie[13]. L'observation reste prioritaire dans toute démarche pédagogique decrolyenne. Après l'observation, l'association (avec d'autres éléments connus auparavant ou ailleurs, dans des dimensions temporelles et spatiales) permet d'accéder à une certaine abstraction, fonction de l'âge de l'enfant. L'expression, concomitante aux deux démarches d'observation et d'association, permet de confronter les différents apports des élèves et d'en valider les conclusions, le rôle de l'enseignant restant fondamental dans cette triple démarche: "Observer, associer, exprimer". De manière plus occasionnelle (une fois par an), dans les activités d'expression, le "théâtre" (en réalité une activité d'expression théâtrale) prend une place particulière par sa dimension de créativité et l'occasion qu'elle crée d'extérioriser des questions non strictement scolaires.
- Decroly pose comme principe que l'éducation doit se faire à partir des intérêts de l'enfant qui est un moteur puissant pour l'apprentissage. Cette pédagogie de l'intérêt est fondée sur la notion de besoin, fondamentale dans la pensée de Decroly. Dès la fin du XIXe siècle, il s'intéresse à l'école fondée par Dewey, annexe de l'Université de Chicago. Dans la ligne de Dewey, Decroly part du postulat que tous les êtres ont des besoins fondamentaux qu'il convient d'étudier à l'école.
- L'organisation de l'enseignement s'organise donc en quatre "centres d'intérêt" : se nourrir, lutter contre les intempéries, se défendre contre les dangers, travailler et se récréer socialement. Chaque centre d'intérêt est travaillé toute une année scolaire par toute l'école.
- Toujours dans la ligne de Dewey, mais surtout en lien avec l'action qu'il mène au quotidien à l'Institut avec les enfants irréguliers, la notion d'activité est fondamentale dans la pédagogie decrolyenne. Les activités proposées doivent solliciter, si possible simultanément, toutes les fonctions (sensori-motrices, intellectuelles et affectives) de l'enfant. Les jeux éducatifs sont, dans ce cadre, un outil parmi d'autres (contrairement à ce qui est préconisé par Maria Montessori, par exemple), ils doivent être en lien avec le vécu des enfants.
- Pour Decroly, l'activité manuelle des enfants doit faire l'objet d'une attention toute particulière, à tous les stades de la scolarité: par le dessin d'observation, par la construction de maquettes qui viennent concrétiser des apprentissages plus abstraits (représentation de l'espace environnant, de la classe...), par la réalisation d'un journal à l'imprimerie, Ces activités manuelles sont le plus souvent en lien avec d'autres activités scolaires (de calcul, de recherche...)
- L'ensemble des dimensions décrites dans les points précédents amène à la notion fondamentale de l'œuvre de Decroly: le globalisme. Son ouvrage "La fonction de globalisation"[14] rassemble de nombreux articles qu'il rédige depuis 1906. Il y propose une vision du globalisme comme une fonction psychique d'appréhension du monde et de la réalité dans son ensemble, appréhension qui s'affine peu à peu en structures plus fines. De cette conception du développement de l'enfant découle la méthode d'apprentissage de la lecture souvent appelée "globale" (à ne pas confondre avec la lecture "idéo-visuelle" de Jean Foucambert), liée aussi à l'importance de l'intérêt comme moteur d'apprentissage. Des phrases simples, issues des activités d'observation-association des enfants et faisant écho dans le groupe (dimensions sociales et affectives), constituent un corpus qui sera la base de l'apprentissage de la lecture par un processus de comparaisons, de découpages (en relation avec les fonctions des groupes de mots, puis en mots, puis en phonèmes, puis en lettres) afin d'assurer un apprentissage complet de la lecture, basé prioritairement sur le sens.
- L'école et en particulier chaque classe est vue comme un microcosme où s'exerce la vie en société (dans l'optique d'une préparation à la vie démocratique), où -comme dans la vie normale- les choses se font et se défont ; les conflits sont traités dans une volonté d'écoute, la parole de chacun est écoutée, les erreurs sont acceptées sans stigmatisation.
- Des instances démocratiques sont mises en place dans l'École Decroly, comme les États Généraux qui rassemblent les délégués de classe pour traiter des questions relatives à la vie dans l'École. Des responsabilités sont exercées, tant dans le cadre de la classe que dans le cadre global de l'École.

En quelques phrases clés, la pédagogie de Decroly repose sur quatre fondements :
1. La globalisation c’est-à-dire l'affirmation que l'enfant apprend globalement. C'est une approche complète qu'il faut permettre à l'enfant, pour qu'il passe ensuite au particularisme et à l'analyse.
2. Les centres d'intérêt de l'enfant comme guide de l'éducation.
3. L'importance de l'environnement naturel qui met l'enfant dans une situation de découverte.
4. L'école atelier ou classe laboratoire dans laquelle l'enfant vit et agit. Mais cette « classe » déborde de l'école : elle est, à proprement parler partout car Decroly préconise l'éclatement des lieux d'apprentissage : la cuisine, l'atelier, les magasins, la rue... Ainsi se réalise un concept de base de l'école : "du concret vers l'abstrait".

Dans cette pédagogie, la place de l'enseignant est évidemment déterminante. Sans avoir édité d'ouvrage directement axé sur cette question, Decroly en a fait un fil conducteur de sa réflexion; il a exposé de nombreuses causeries pour les enseignants, principalement de la Ville de Bruxelles. Dans toute l'œuvre de Decroly, il est clair que l'enfant n'est pas l'agent unique de son développement. 
Les fonctions de l'enseignant sont donc multiples : garant des apprentissages en favorisant mais guidant l'activité des élèves, capable d'approche interdisciplinaires (tant dans la classe que par l'organisation de sorties), observateur minutieux et constant des élèves, adoptant une attitude bienveillante et confiante (dans les paroles, mais aussi dans les faits).
Cette pédagogie donne une vision inconditionnellement positive de l'enfant. Elle invite les enfants à l'observation dans la vie concrète, que ce soit pour les éléments de connaissance (par exemple le calcul) mais aussi des éléments de société et favorise l'émergence de projet à mixité sociale comme les ateliers CEMEA (Centres d'entraînement aux méthodes actives) dans lesquels les enfants de l'école Decroly participent avec des enfants socio-économiquement défavorisés en commun à des ateliers créatifs.
Selon Sylvain Wagnon, l'action pédagogique d'Ovide Decroly est à regarder dans un projet social et politique. Son observation des mutations industrielles de la société, des liens entre économie et les inégalités sociales, l'amènent à militer contre les exclusions. Il s'emploie à déployer ses convictions dans tous les domaines de l'enseignement, en particulier dans toutes les écoles primaires, à la veille ou au début de la scolarité obligatoire.

### Ouvrages de Decroly
- 1904 : Causeries à Renaix/ Toespraak te Ronse, Bruxelles, Fondation Ovide Decroly-Centre d'Études decrolyennes  (texte en français à partir de la p.37)
- 1908 : Causeries du Docteur Decroly, Bruxelles, Fondation Ovide Decroly-Centre d'Études decrolyennes
- 1908 : Le programme d'une école dans la vie, Bruxelles, Fondation Ovide Decroly-Centre d'Études decrolyennes
- 1914 : Initiation à l'activité motrice et intellectuelle par les jeux éducatifs, (réédit° Delachaux et Niestlé, 1978).
- 1914 : Le rôle du médecin dans l'orientation professionnelle, Bruxelles, Fondation Ovide Decroly-Centre d'Études decrolyennes
- 1921 : Vers l’École rénovée. Une première étape, Bruxelles, Fondation Ovide Decroly-Centre d'Études decrolyennes (français - allemand). (réédit dans: Annika Blichmann (ed.) : Die Methode Decroly als Beitrag zur internationalen Reformpädagogik. Jena: IKS Garamond 2011.  (ISBN 978-3-941854-49-9)).
- 1929 : La fonction de globalisation et l'enseignement, Bruxelles, Fondation Ovide Decroly-Centre d'Études decrolyennes , 92 p.

### Études sur Decroly
- Amélie Hamaïde, La méthode Decroly, 4e édition, Delachaux et Nestlé, 1946 (première édition 1922, suppression du chapitre technique à partir de la 3e édition à la suite d'erreurs pédagogiques « mécaniser et de faire généraliser trop tôt ») pour revenir à la stratégie de globalisation.)
- A. Medici, L'éducation nouvelle, PUF, 1940.
- Jean Château (dir), Les grands pédagogues, PUF, 1956, p. 261-273 (par Robert Plancke).
- École publique Decroly de Saint-Mandé, Plaisir d'école. Decroly, une différence pédagogique, 1988.
- Francine Dubreucq, « Jean-Ovide Decroly (1871-1932) », in Perspectives : revue trimestrielle d’éducation comparée, vol. XXIII, no 1-2, 1993, p. 251-276, Paris, Unesco : Bureau international d’éducation.
- Van Gorp, Angelo Van. Tussen mythe en wetenschap: Ovide Decroly (1871-1932). Leuven; Voorburg: Acco, 2005.
- Wagnon Sylvain, Ovide Decroly, le programme d'une école dans la vie , Paris, Fabert, 2009, 253 p.   (ISBN 978-2-84922-068-9)
- Wagnon Sylvain, Ovide Decroly, un pédagogue de l'Éducation Nouvelle,  Bruxelles, Peter Lang, 2013  (ISBN 978-2-87574-071-7)

## Hommage
L'avenue Ovide Decroly à Uccle, le boulevard Ovide Decroly à Renaix, la rue Ovide Decroly, à Liège (section d'Angleur), ainsi que la Place Ovide Decroly à Waterloo lui rendent hommage.